# Nikolaj Černěckij
Nikolaj Černěckij (rusky Николай Николаевич Чернецкий ; * 29. listopadu 1959) je bývalý sovětský atlet, sprinter, specialista na 400 metrů, olympijský vítěz ve štafetě na 4 × 400 metrů z roku 1980.
V roce 1978 získal bronzovou medaili v běhu na 400 metrů na halovém mistrovství Evropy, v roce 1980 se v této disciplíně stal halovým mistrem Evropy ve svém osobním halovém rekordu 46,29 (osobní rekord pod širým nebem měl 45,12). Na olympiádě v Moskvě byl členem vítězné sovětské štafety na 4 × 400 metrů, stejného úspěchu dosáhl při premiéře mistrovství světa v roce 1983.